# ليام ويليس
ليام ويليس (بالإنجليزية: Liam Willis)‏ (21 مايو 1993 بليفربول في المملكة المتحدة - ) هو لاعب كرة قدم بريطاني في مركز الدفاع. لعب مع نادي أكرينغتون ستانلي ونادي ساوثبورت وويغان أتلتيك ونادي مارين ‏ ونادي بارو.

## وصلات خارجية
- ليام ويليس على موقع قاعدة بيانات كرة القدم.إي يو (الإنجليزية)
- ليام ويليس على موقع Soccerbase.com (لاعب) (الإنجليزية)
- ليام ويليس على موقع Soccerway.com (الإنجليزية)